# Casita del Príncipe (El Pardo)
La Casita del Príncipe es un palacete neoclásico de finales del siglo XVIII, que se encuentra en el interior del recinto del Palacio de El Pardo, en el barrio del mismo nombre del municipio de Madrid. Su gestión corresponde a Patrimonio Nacional, organismo del que dependen los bienes del Estado a disposición de la Corona Española.

## Historia
El edificio está situado junto al Palacio Real de El Pardo, en el monte homónimo, una extensa área forestal vinculada históricamente con la monarquía española, que la utilizaba con fines cinegéticos. 
Fue erigido en 1784 para uso de Carlos IV, por entonces príncipe de Asturias, por encargo de su padre, el rey Carlos III, y se debe al arquitecto madrileño Juan de Villanueva, quien previamente había diseñado las Casitas de Arriba y de Abajo en el Real Sitio de El Escorial. Como las otras "casitas" edificadas por Carlos IV, la de El Pardo también se inspiraba en los casinos italianos o los ermitages franceses, es decir, era un palacete de recreo destinado a pasar el día, pero no a residir en él. Esto explica la ausencia de dormitorios en el interior del edificio. 
En los primeros años del siglo XXI se procedió a una rehabilitación. Después de dieciocho años cerrada, se reabrió al público en abril de 2009.

## Descripción

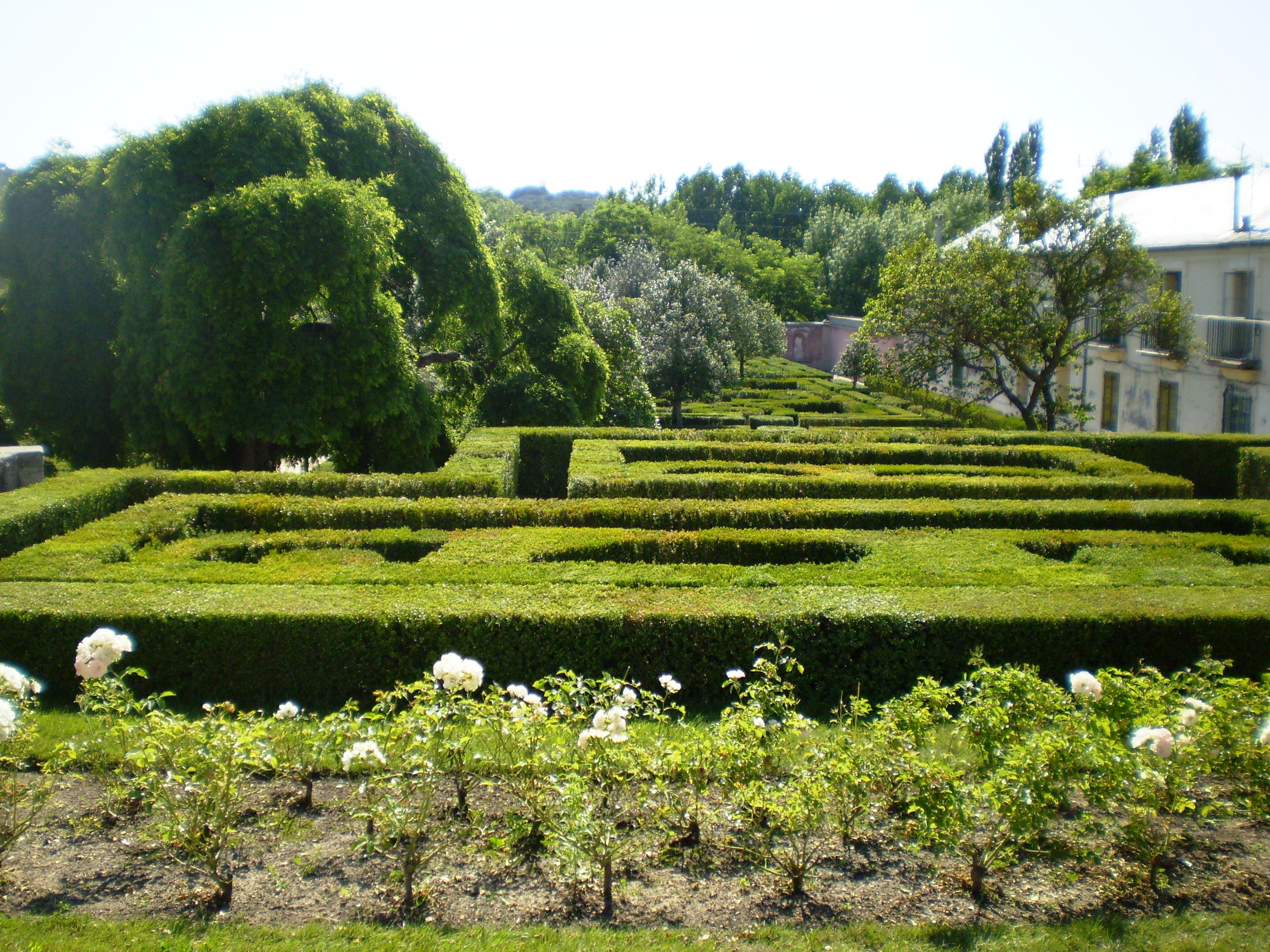
Jardines junto al palacete.

El palacete está construido en materiales de granito y ladrillo y se dispone en cinco cuerpos principales, en los que prevalece la horizontalidad sobre la verticalidad. Junto a la fachada principal se extienden unos jardines neoclásicos de trazado hipodámico, separados del edificio por una vía asfaltada realizada en el siglo XX. 
El interior, de 1800 m² distribuidos en cuatro plantas, está organizado en pequeñas salas, se guardan importantes colecciones de bordados y sedas, así como pinturas de Lucas Jordán, Anton Raphael Mengs y Francisco Bayeu, autor de los frescos de la bóveda del comedor (1788).